# Bronski & Grünberg
Bronski & Grünberg ist ein Off-Theater im Bezirk Alsergrund in Wien, Porzellangasse 8/Eingang: Müllnergasse 2.

## Geschichte
In den Räumlichkeiten des ehemaligen „International Theatre“, das von 1980 bis 2012 bestand, gründeten der Schauspieler Alexander Pschill, Kaja Dymnicki, Julia Edtmeier und Salka Weber am 9. November 2016 ein neues ambitioniertes Theater in Wien, das sich mit der Darbietung von literarisch anspruchsvollen Werken in Minimalbesetzung profilierte. Den Namen der Bühne entlehnten sie den Protagonisten „Bronski, Hitlerdarsteller“ und „Greenberg“ in Ernst Lubitschs Film „Sein oder Nichtsein“ (1942). Das Theater hat 80 Plätze.

## Produktionen (Auswahl)
- 2016: Hom(m)e Alone (Text und Regie: Dominic Oley)
- 2017: Der Spieler (Regie: Alexander Pschill), mit Martin Zauner, Dominic Oley
- 2017: My Funny Valentino (Text und Regie: Dominic Oley)
- 2017: Titanic (Text und Regie: Dominic Oley)
- 2018: Wiener Blut (Regie: Ruth Brauer-Kvam)
- 2018: Kabale und Liebe (Regie: Carl-Christian Fuhr)
- 2018: Die Familie Schroffenstein (Regie: Fabian Alder)
- 2019: Exorzist (Text und Regie: Dominic Oley)
- 2019: Schuld und Sühne (Regie: Alexander Pschill)
- 2019: Der Reigen (Regie: David Schalko, Ruth Brauer-Kvam)
- 2020: Die Roten Augen von London (Text und Regie: Dominic Oley)
- 2020: Onkel Wanja – Die Sitcom (Regie: Dominic Oley)
- 2022: Effi, Ach, Effi Briest (Text und Regie: Moritz Beichl)